# Adraneothrips cinctiventris
Adraneothrips cinctiventris är en insektsart som beskrevs av Ian A. Hood 1942. Adraneothrips cinctiventris ingår i släktet Adraneothrips och familjen rörtripsar. Inga underarter finns listade i Catalogue of Life.